# Діденко Анна Вікторівна
Діденко Анна Вікторівна (нар. 10 липня 1980, Бабинці) — українська художниця, член Національної Спілки Художників України, майстриня люневільської вишивки та класичного вітражу у техніці Тіффані.

## Життєпис і професійна діяльність
Народилася в селищі Бабинці Бородянського р-ну, Київська обл.
В 2003 році закінчила художній ліцей «КИТ» (м. Київ).
2008 — закінчила Київський державний інститут декоративно-прикладного мистецтва і дизайну ім. М. Бойчука (факультет монументально-декоративного живопису).
У 2010 році народила дочку Ярину.
Пройшла навчання в майстерні художника Анатолія Фурлета, яке і мало подальший вплив на творчість художниці.
З 2013 — член Національної спілки художників України.
Основні напрямки роботи: олійний живопис та класичний вітраж в техніці Тіффані. Миткиня працює в стилі символізм та фольк-модерн.

### Виставки та презентації
- 2008 рік — участь в Першій Всеукраїнській виставці натюрморту в місті Київ, музей Павла Тичини;

- 2009 — персональна виставка в Ірпінському історико-краєзнавчому музеї.

- 2011 — персональна виставка «Володарі гетьманської булави» м. Київ, музей Гетьманства.

- 2011 — персональна виставка (олійний живопис і вітражні лампи) м. Київ, музей Гетьманства.

- 2012 — участь в виставці «Зелена хвиля». Галерея «Мистець» м. Київ

- 2012 — персональна виставка в Чернігівському колегіумі.

- 2012 — участь у Всеукраїнському трієнале живопису «Фолькмодерн 2012» м. Чернівці.

- 2012 — участь у Всеукраїнській виставці. Черкаський обл.музей.

- 2012 — участь у Всеукраїнській виставці «Історичні постаті майбутнього» у Софії Київській.

- 2013 — Всеукраїнська виставка жіночого портрету. ЦБХ. м. Київ.

- 2013 — Всеукраїнська виставка «Трієнале живопису 2013» Центральний Будинок Художника м. Київ.

- 2013 — Всеукраїнська виставка до Дня художника. ЦБХ. м. Київ.

- 2014 — Шевченківська виставка. ЦБХ. м. Київ
- 2014 — «Мистецтво крізь простір і час», ЦБХ м. Київ.

- 2014р — Всеукраїнська художня виставка «Мальовнича Україна» до 200-літнього ювілею від дня народження Тараса Шевченка. м. Черкаси. [6][7][8]

- 2017 — Едмонтон, Канада.[9]
- 2017 — Галерея АВС-арт Київ[10]
- 2020 — галерея «Шлях до себе». Київ